# Municipio de Mussman
El municipio de Mussman (en inglés: Mussman Township) es un municipio ubicado en el condado de Jones en el estado estadounidense de Dakota del Sur. En el año 2010 tenía una población de 10 habitantes y una densidad poblacional de 0,13 personas por km².

## Geografía
El municipio de Mussman se encuentra ubicado en las coordenadas 43°56′9″N 100°25′9″O / 43.93583, -100.41917. Según la Oficina del Censo de los Estados Unidos, el municipio tiene una superficie total de 77.5 km², de la cual 77,45 km² corresponden a tierra firme y (0,07 %) 0,05 km² es agua.

## Demografía
Según el censo de 2010, había 10 personas residiendo en el municipio de Mussman. La densidad de población era de 0,13 hab./km². De los 10 habitantes, el municipio de Mussman estaba compuesto por el 100 % blancos. Del total de la población el 0 % eran hispanos o latinos de cualquier raza.